# 런구이신
런구이신(중국어: 任桂辛, 병음: Rèn Guìxīn, 1988년 12월 19일 ~ )은 중국의 여자 축구 선수이다. 포지션은 미드필더이다.